# زياد كشميري
زياد كشميري (مواليد 27 يونيو 1969) سباح سعودي. شارك في حدثين في الألعاب الأولمبية الصيفية 1992.